# Imatgeria festiva
La imatgeria festiva són totes aquelles carcasses voluminoses i figurots, tant amb formes antropomòrfiques com zoomòrfiques, que, portades des de dins o arrossegades per portadors, participen en cercaviles, seguicis i processons. Algunes són de caràcter realista i algunes altres adopten imatges fantàstiques, de manera que alimenten el món de l'imaginari. Parlem, doncs, de gegants, capgrossos, nans i bèsties com ara els dracs, les mulasses, les àligues, etc.

## Història
Ja d'antic, una de les característiques de les festes barcelonines era la importància dels actes celebrats al carrer, especialment grans processons i fastuoses desfilades. Nombroses referències documentals relaten esdeveniments, com ara entrades reials, de personalitats de pes i celebracions religioses, amb una notable presència d'entremesos festius, entre els quals gegants i bestiari.
De totes les celebracions, el Corpus Christi, celebrat a Barcelona des del 1320, va excel·lir en aquest sentit. Corpus, i més concretament la processó, va propiciar la creació d'una teatralitat en què els elements de la imatgeria festiva tenien un paper de primer ordre, alhora que es definia una manera concreta d'entendre la festa i la seva ritualitat. Avui en podem observar encara el llegat en moltes de les nostres festes. En duen l'herència els gegants, les bèsties, els balls populars i més representacions ben vives a les festes majors de tot el país.

## Tipus

### Bestiari
El bestiari festiu és el conjunt de figures, carcasses o elements corporis i protèsics de formes zoomòrfiques. Aquests elements poden figurar animals reals o imaginaris, amb una representació que pot ser fidel o fantàstica. Parlem de dracs, víbries, àligues, bous i mulasses, cavallets i tarasques, lleons i un llarg etcètera d'éssers que abasten tot un univers imaginari.

### Gegants i gegantons
L'origen dels gegants festius l'hem de cercar en les primeres processons de Corpus. L'any 1424 tenim notícia de la participació d'un primer gegant Goliat a Barcelona. Malgrat aquests inicis documentats dins un context religiós, a poc a poc aquestes figures van anar guanyant un sentit totalment lúdic i festiu. Els gegantons comparteixen un origen comú amb els gegants. De fet, en són una evolució. No se'n sap amb precisió la causa de l'origen. Hi ha qui sosté que van néixer per poder participar en saraus palauencs i en més llocs a cobert, on la presència dels gegants hauria estat impossible.

### Nans i cabuts
Els nans són aquells caps, de vegades amb cos inclòs, que amb una persona a dins fan la sensació d'una figura humana escurçada. Per a produir aquest efecte l'espiera del portador és al front o al barret de la figura. El capgròs, en canvi, és una pròtesi en forma de cap, generalment humà, que es col·loca damunt les espatlles del portador i fa l'efecte d'un personatge estrafet, amb el cap desmesurat. El portador acostuma a veure-hi per la boca o pel pap.